# Bev Bevan
Beverley "Bev" Bevan, född 25 november 1944 i Birmingham, är en brittisk (engelsk) rockmusiker. Bevan var trumslagare och originalmedlem i banden The Move och  Electric Light Orchestra, ELO. Han spelade med Black Sabbath 1983–1984 och 1987. 2004 startade han bandet Bev Bevan's Move.
Bevan valdes in i Rock and Roll Hall of Fame 2017 som medlem i ELO.

## Privatliv
Bevan lever med sin fru, Valerie, och deras son, Adrian. Han är en stor supporter av Wolverhampton Wanderers FC.